# The Merseybeats
The Merseybeats is een Britse popgroep, opgericht in 1961 in Liverpool. De groep heette eerst The Mavericks, daarna The Pacifics, toen The Mersey Beats en pas vanaf april 1962 The Merseybeats. De naam kwam uiteraard van de Merseybeat, de typische muziekstijl van Liverpool in die jaren. De groep had een paar hits in 1964. Ze werd opgeheven in 1966, maar heropgericht in 1993 en bestaat nog steeds.

## Samenstelling
De leden van de groep waren:
- Tony Crane, gitaar
- David Elias, in 1962 vervangen door Aaron Williams, gitaar
- Billy Kinsley, basgitaar
- Frank Sloane, in 1962 vervangen door John Banks, drums

Billy Kinsley verliet de groep in februari 1964 om een eigen groep, The Kinsleys, te vormen. Hij werd eerst vervangen door Bob Garner en later door Johnny Gustafson, afkomstig van The Big Three, een andere Liverpoolse band. Eind 1964 kwam Kinsley terug.
John Banks overleed aan kanker in 1988.

## Carrière
The Merseybeats stonden bekend als de ‘best geklede groep’ van de vroege jaren zestig. Ze droegen bolero’s, overhemden met volants en laarzen met hoge hakken. Ze traden vele malen samen met The Beatles op in de Cavern Club en stonden een blauwe maandag onder management van Brian Epstein. Ze vonden echter dat hij The Beatles te veel voortrok.
Billy Kinsley vertelde ooit dat het aan hem te danken is dat A Taste of Honey op de eerste Beatles-lp Please Please Me staat. De Beatles brachten het nummer tijdens een concert waar ook The Merseybeats optraden. Na afloop vroeg Paul McCartney aan Billy Kinsley wat hij van het nummer vond. Toen Kinsley enthousiast reageerde, sleepte Paul hem mee naar de kleedkamer om dat ook aan de andere Beatles te vertellen. Die zagen namelijk niets in het nummer. Het enthousiasme van Kinsley trok hen over de streep om het nummer toch op de plaat te zetten.
De singles die de groep uitbracht, waren allemaal ballads. Die waren eigenlijk niet representatief voor het repertoire dat de groep bij zaaloptredens liet horen. Dat waren vaak wat ruigere nummers met een veel hoger tempo.
De eerste plaat die Fontana Records, hun platenmaatschappij, van hen op de markt bracht, was It’s Love That Really Counts, in augustus 1963. De plaat haalde de Britse hitparade niet, maar op langere termijn werden er meer dan 100.000 exemplaren van verkocht. De opvolger, I Think of You, die uitkwam in december 1963, haalde wel de hitparade en kwam tot nummer 5. Daarna had de groep nog twee kleinere hits: Don’t Turn Around en Wishin' and Hopin', die allebei tot nummer 13 kwamen. Van dat laatste nummer (geschreven door Hal David en Burt Bacharach) kwam in de Verenigde Staten een versie van Dusty Springfield op de markt. Die bereikte de zesde plaats in de Billboard Hot 100.
De singles die The Merseybeats daarna uitbrachten, deden het aanmerkelijk minder goed, ook al nam de groep in de loop van 1965 weer een manager. Liever gezegd: twee managers, het duo Kit Lambert en Chris Stamp, die ook The Who onder hun hoede hadden.
De zwanenzang van The Merseybeats was I Stand Accused (december 1965). Ze kwamen aan het nummer dankzij een misverstand. Hun manager Kit Lambert hoorde een Amerikaans nummer dat zo heette, en wilde de rechten kopen om het uit te brengen. Hij kreeg de rechten op een Brits nummer met dezelfde naam. De schrijver was Tony Colton, die later hits schreef voor o.a. Cream, Rod Stewart en Phil Collins. Tijdens de opname hing Keith Moon van The Who in de studio rond. Hij zorgde voor de gongslagen op het eind van het nummer.
I Stand Accused kwam niet verder dan nummer 38 in de Britse hitparade. Kort daarna besloot de groep uit elkaar te gaan. Jaren later nam Elvis Costello I Stand Accused op voor zijn lp Get Happy!! (1980).
Behalve in Engeland waren The Merseybeats ook populair in Duitsland. In de Verenigde Staten werd geen van hun platen een succes. Ook in Nederland haalde de groep nooit de hitparade, hoewel hun platen hier wel zijn uitgebracht.

## The Merseys en daarna
Tony Crane en Billy Kinsley gingen verder als het duo The Merseys. Hun eerste plaat, Sorrow, werd een groot succes. Het haalde de vierde plaats in de Britse hitparade. Ook in Nederland was het een bescheiden hit (hoogste notering nummer 23). In 1973 werd het nummer in de versie van David Bowie opnieuw een hit.
Alle volgende platen van The Merseys gingen roemloos ten onder, ook So Sad About Us, dat geschreven was door Pete Townshend van The Who. In 1968 gingen Crane en Kinsley uit elkaar. Tony Crane vormde een eigen groep, Tony Crane and The Merseybeats. Billy Kinsley deed hetzelfde met Liverpool Express. Die laatste groep had twee hitjes in de lagere regionen van de Britse hitparade.
In 1993 richtten Crane en Kinsley The Merseybeats opnieuw op. De groep, die vooral optreedt op ‘Remember The Sixties’-feestjes, bestaat tot op de huidige dag. De bezetting is nu:
- Tony Crane, gitaar
- Billy Kinsley, gitaar
- Bob Packham, basgitaar
- Lou Rosenthal, drums

## Discografie

### Singles
- augustus 1963: It’s Love That Really Counts / The Fortune Teller
- december 1963: I Think of You / Mr. Moonlight
- april 1964: Don’t Turn Around / Really Mystified
- juli 1964: Wishin' and Hopin' / Milkman
- oktober 1964: Last Night (I Made a Little Girl Cry) / See Me Back
- mei 1965: Don’t Let it Happen to Us / It Would Take a Long Long Time
- september 1965: I Love You Yes I Do / Good Good Lovin’
- december 1965: I Stand Accused / All My Life

In 1964 verschenen It’s Love That Really Counts en I Think of You in het Duits, samen op een single:
- Nur unsere Liebe zählt / Nur du allein

Singles van The Merseys:
- april 1966: Sorrow / Some Other Day
- juli 1966: So Sad About Us / Love Will Continue
- november 1966: Rhythm of Love / Is it Love
- juni 1967: The Cat / Change of Heart
- maart 1968: Penny in My Pocket / I Hope You're Happy
- juli 1968: Lovely Loretta / Dreaming

### Ep's
- maart 1964: I Think of You:
  - I Think of You, Mr. Moonlight, It’s Love That Really Counts, Fortune Teller
- maart 1964: The Merseybeats on Stage:
  - Long Tall Sally, I’m Gonna Sit Right Down and Cry, Shame, You Can’t Judge a Book by Its Cover
- november 1964: Wishin' and Hopin':
  - Wishin' and Hopin', Last Night (I Made a Little Girl Cry) , Hello Young Lovers, Milkman, Jumping Jonah, Don’t Turn Around

Ep van The Merseys:
- december 1966: Rhythm of Love:
  - Rhythm of Love, Is it Love, So Sad About Us, Sorrow

### LP’s
- 1964: The Merseybeats:
  - Milkman, Hello Young Lovers, He Will Break Your Heart, Funny Face, Really Mystified, The Girl That I Marry, Fools Like Me, My Heart and I, Bring It on Home to Me, Lavender Blue, Jumping Jonah, Don’t Turn Around
- 1964: The Merseybeats (Duitse versie):
  - Wishin' and Hopin', Milkman, Hello Young Lovers, Fortune Teller, He Will Break Your Heart, Funny Face, Really Mystified, Nur unsere Liebe zählt, Mr. Moonlight, Fools Like Me, My Heart and I, Bring It on Home to Me, Jumping Jonah, Don’t Turn Around, Nur du allein
- 1977: Greatest Hits (remakes):
  - I Think of You, Wishin' and Hopin', Fortune Teller, Mr. Moonlight, It’s Love That Really Counts, I’ll Be Home, Sorrow, Don’t Turn Around, I Love You, Yes I Do, You Can’t Judge a Book by Its Cover, American Dream
- 1982: Beat & Ballads:
  - The Fortune Teller, It’s Love That Really Counts, Really Mystified, I Think of You, Mr. Moonlight, Don’t Turn Around, I’m Gonna Sit Right Down and Cry, Wishin' and Hopin', Milkman, See Me Back, Don’t Let it Happen to Us, Last Night (I Made a Little Girl Cry), Fools Like Me, He Will Break Your Heart, I Love You, Yes I Do, I Stand Accused

### Verzamel-cd's
- 1990: The Merseybeats:
  - Milkman, Hello Young Lovers, He Will Break Your Heart, Funny Face, Really Mystified, Girl That I Marry, Fools Like Me, My Heart and I, Bring It on Home to Me, Lavender Blue, Jumping Jonah, Don't Turn Around
- 1992: The World of the Merseybeats (remakes):
  - I Think of You, Don’t Turn Around, Wishin' and Hopin', I Love You, Yes I Do, It’s Love That Really Counts, You Can’t Judge a Book By Its Cover, Sorrow, The Fortune Teller, I’ll Be Home, Mr. Moonlight
- 1998: The Very Best of the Merseybeats:
  - I Think of You, Don’t Let It Happen to Us, Wishin' and Hopin', I Love You, Yes I Do, I Stand Accused, Last Night (I Made a Little Girl Cry), Long Tall Sally, It Would Take a Long Long Time, Milkman, It’s Love That Really Counts, The Fortune Teller, Mr. Moonlight, Hello Young Lovers, He Will Break Your Heart, Really Mystified, Good Good Lovin’, Don’t Turn Around, See Me Back, Jumping Jonah, All My Life
- 2003: I Think of You [the Complete Recordings]:
  - It’s Love That Really Counts, The Fortune Teller, I Think of You, Mr. Moonlight, Don’t Turn Around, Really Mystified, Wishin' and Hopin', Milkman, Last Night (I Made a Little Girl Cry), See Me Back,[3] Don't Let It Happen To Us, It Would Take a Long Long Time, I Love You Yes I Do, Good Good Lovin’, I Stand Accused, All My Life, Hello Young Lovers, He Will Break Your Heart, Funny Face, Girl That I Marry, Fools Like Me, My Heart And I, Bring It on Home to Me, Lavender Blue, Jumping Jonah, Long Tall Sally, I’m Gonna Sit Right Down and Cry, Shame, You Can’t Judge a Book by Its Cover, Nur unsere Liebe zählt,[4] Nur du allein[5]

Het verzameld werk van The Merseys:
- 2005: Merseys, The A & B Sides, Rarities & More: 1964-1968:[6]
  - Sorrow, Some Other Day, So Sad About Us, Love will Continue, Rhythm of Love, Is It Love, The Cat, Change of Heart, Penny in My Pocket, I Hope You’re Happy, Lovely Loretta, Dreaming, Honey Do, It Happens All the Time, It’s a Crime, I’ve Never Been So Much in Love, Just to Be With You, Sweet Day, Take Me For a Little While, Make Me Your Number One, Bumper to Bumper, Scrape to My Boot, Alright Baby, Love You All Over Again, Cool It, Mark of Her Head, Hello Memories, Pretend